# Sergio Díaz (paragwajski piłkarz)
Sergio Ismael Díaz Velázquez (ur. 5 marca 1998 w Itauguá) – paragwajski piłkarz grający na pozycji napastnika w meksykańskim klubie Club América, do którego jest wypożyczony z Realu Madryt.